# 469

## Evenimente
- Imperiul hun sa DIZOLVAT
- CAPUL LUI DENGIZICH ESTE PLIMBAT  pânâ la  CONSTANTINOPOL
- AVARI sunt în Kazahstan
- ERNAK devine liderul suprem al hunilor
- ARDARIC regele gepid  moare

## Decese
- Dengizich, regele hunilor (n. ?)

- ARDARIC regele gepid moare